# Idioma buruchasquio
El buruchasquio[cita requerida] o burushaski es un idioma hablado por los burušo, un pueblo de 130 mil habitantes en Pakistán, en la zona del noroeste occidental de Gilgit-Baltistán o Dardistán, al norte del estado indio de Jammu y Cachemira, en los valles de Hunza y de Nagar. El lugar donde se encuentra el dominio lingüístico está ubicado a más de 2000 metros sobre el nivel del mar, en un territorio cercano a la cordillera de Karakórum y por el que también transcurren los ríos Gilgit y Hunza. Además, unos 300 habitantes burušos (gentilicio del buruchasquio) viven en la ciudad de Srinagar, al noroeste de la India. Otros nombres usados para referirse a este idioma son brugaski, kanjut (del inglés Kunjoot), verchikwār, boorishki, brushas (brushias) y miśāski.

## Clasificación e historia
El idioma buruchasquio no ha podido ser clasificado dentro de ninguna de las grandes familias lingüísticas, aunque se han hecho intentos de relacionarlo con las familias caucásica, dravídica y munda y con las lenguas sumeria y ket. Sin embargo, actualmente no tiene parientes demostrados y permanece como una lengua aislada.
Los burušo son el remanente que ha quedado de la población nativa preindoeuropea que habitó el norte del Indostán. Antiguamente se habló en esta lengua en lo que actualmente es el territorio del dárdico y comparte algunas características superficiales con las lenguas dárdicas indoeuropeas, resultado de la convivencia durante los últimos siglos. En la zona entre los valles de Nagar y Yasin, donde antiguamente se utilizó con frecuencia el idioma buruchasquio, en la actualidad se le ha reemplazado en su mayoría por el shina, una lengua dárdica.
A veces el término "buruchasquio" se usa extensivamente para designar conjuntamente, al buruchasquio (burušaski propiamente dicho) y al weršikwar, una variante emparentada con el burshaski pero mutuamente inteligible con el primero, este último dialecto se habla en el valle del río Yasin en Cachemira.

## Descripción gramatical

### Fonología
La lengua buruchasquia posee cinco vocales (/i, e, a, o, u/). Algunos contactos entre vocales dan lugar a vocales largas. Las vocales tónicas (marcadas con acentos agudos en la transcripción del Berger) tienden a ser fonéticamente un poco más largas y menos abiertas que sus correspondientes átonas ([i e a o u] frente a [ɪ ɛ ʌ ɔ ʊ]). También pueden aparecer vocales largas en algunas pocas palabras onomatopéyicas.[cita requerida] Todas las vocales tienen alófonos nasales en los idiomas Hunza y Nager.
Además, Berger (1998) reporta el siguiente inventario de fonemas consonánticos, para los que se ha usado la transcripción correspondiente al IPA:
|             |             | Bilabial   | Dental   | Alveolo- palatal | Retrofleja | Velar    | Uvular     | Glotal |
| ----------- | ----------- | ---------- | -------- | ---------------- | ---------- | -------- | ---------- | ------ |
| Nasal       | Nasal       | m /m/      | n /n/    |                  |            | ṅ /ŋ/    |            |        |
| Oclusiva    | aspirada    | ph /pʰ/[a] | th /tʰ/  |                  | ṭh /ʈʰ/    | kh /kʰ/  | qh /qʰ/[b] |        |
| Oclusiva    | simple      | p /p/      | t /t/    |                  | ṭ /ʈ/      | k /k/    | q /q/      |        |
| Oclusiva    | Sonora      | b /b/      | d /d/    |                  | ḍ /ɖ/      | g /g/    |            |        |
| Africada    | aspirada[c] |            | ch /t͡sʰ/ | ćh /t͡ɕʰ/         | c̣h /ʈ͡ʂʰ/   |          |            |        |
| Africada    | simple      |            | c /t͡s/   | ć /t͡ɕ/           | c̣ /ʈ͡ʂ/     |          |            |        |
| Africada    | sonora      |            |          | j /d͡ʑ/[d]        | j̣ /ɖ͡ʐ/[e]  |          |            |        |
| Fricativa   | sorda       |            | s /s/    | ś /ɕ/            | ṣ /ʂ/      |          |            | h /h/  |
| Fricativa   | sonora      |            | z /z/    |                  |            |          | ġ /ʁ/      |        |
| Vibrante    | Vibrante    |            | r /r/    |                  |            |          |            |        |
| Aproximante | Aproximante |            | l /l/    | y [j][f]         | ỵ /ɻ/[g]   | w [w][f] |            |        |

Notas:
[a] La pronunciación varía entre: [pʰ] ~ [p͡f] ~ [f].
[b] La pronunciación varía entre: [qʰ] ~ [q͡χ] ~ [χ].
[c] El dialecto de Yasin carece de africadas aspiradas y usa en su lugar las correspondientes simples.
[d] A veces pronunciado como [ʑ].
[e] A veces pronunciado como [ʐ].
[f] Berger (1998) considera a [w] y [j] como alófonos de /u/ and /i/ que ocurren junto a vocales tónicas.
[g] Este fonema tiene varias pronunciaciones o alófonos, todas ellas son tipológicamente raras en las lenguas del mundo. Las descripciones de estos alófonos incluyen: "Una sibilante retrofleja con un estrechamiento simultáneo dorso-palatal (algo como [ʐʲ]) (Berger 1998); "una r fricativa, pronunciada con la lengua en posición retrofleja" (algo como [ɻ̝]/[ʐ̞], un sonido que también aparecen en chino mandarín estándar, escrito r en Pinyin) (Morgenstierne 1945); y "un curioso sonido cuya realización fonética varía de una aproximante retrofleja espirantizada a una fricativa retrofleja velarizada" (Anderson, en prensa). En todos los casos, esos sonidos no aparecen en el dialecto de Yasin, mientras que en el de Hunza y el de Nager sólo aparecen en interior de palabra.

### Morfosintaxis
El substantivo distingue cuatro clases o géneros gramaticales para los nombres: para seres masculinos, seres femeninos, otros seres animados (animales, etc.) y todo lo que no está incluido en las tres categorías anteriores. También se distinguen dos números gramaticales: singular y plural, formándose el plural de varias formas muy heterogéneas, aunque dos sufijos comunes son -o y -anc, como balas 'pájaro', plural balašo. El marcador indefinido es -an como sufijo en los nombres.
Los verbos se dividen en primarios, con futuro, pasado e imperativo, y secundarios, con las demás conjugaciones.
En cuanto al alineamiento morfosintáctico, el buruchasquio es una lengua ergativa, cuyo esquema básico de la frase es el de sujeto, objeto y verbo.

### Léxico
Los números del 1 al 10 son hin, altan, isken, walto, cundo, mišindo, talo, altambo, hunco, torumo. Los números más altos de 1000 se basan en múltiplos de 20 y 40.